# Françafrique
Ne doit pas être confondu avec l'Afrique française, qui désigne l'ensemble des colonies africaines ayant appartenu à la France.
Pour les articles homonymes, voir Françafrique (homonymie).

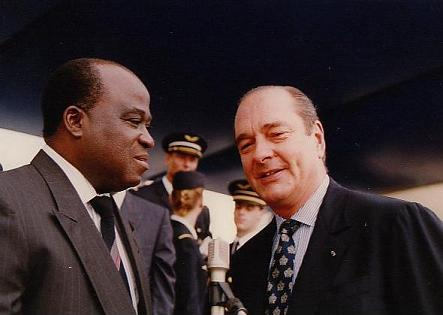
Le Premier ministre du Congo-Brazzaville André Milongo et le président français Jacques Chirac.

L’expression « Françafrique », généralement connotée péjorativement, désigne une relation, qualifiée de néo-coloniale par ses détracteurs, entre la France et d'anciennes colonies en Afrique subsaharienne sur les plans économiques, monétaires, diplomatiques ou militaires. Consacrée par son utilisation régulière par les grands médias comme Le Monde, Libération, Les Échos ou L'Express, elle a été déclinée en plusieurs composantes, comme la « Françalgérie » dans le cas de l'Algérie.
Initialement utilisé par des intellectuels français pour défendre l'idée que la puissance française après la Seconde Guerre mondiale devrait s'appuyer sur une forme renouvelée de son empire colonial en Afrique, le terme est devenu par la suite un concept d'analyse critique de la politique française sur le continent, avec la complicité des élites locales, à la suite des travaux de François-Xavier Verschave et de l'association Survie.
Après l'accession à l'indépendance de ses colonies africaines à partir de 1959, la France a continué à maintenir une sphère d'influence sur les nouveaux pays, ce qui était essentiel à la vision du président de l'époque, Charles de Gaulle, de la France comme puissance mondiale (ou grandeur en français) et comme rempart à l'influence britannique et américaine dans un monde postcolonial. Les États-Unis ont soutenu la présence continue de la France en Afrique pour empêcher la région de tomber sous l'influence soviétique pendant la guerre froide.
La Françafrique a été caractérisée par plusieurs caractéristiques apparues pendant la guerre froide, la première étant la cellule africaine, un groupe composé du président français et de ses proches conseillers qui prenaient des décisions politiques sur l'Afrique, souvent en étroite collaboration avec de puissants réseaux d'affaires et les services secrets français. Une autre caractéristique était la zone franc, une union monétaire qui rattachait les monnaies de la plupart des pays africains francophones au franc français. La Françafrique reposait également, en grande partie, sur le concept de coopération, qui a été mis en œuvre par le biais d'une série d'accords de coopération qui ont permis à la France d'établir des liens politiques, économiques, militaires et culturels étroits avec ses anciennes colonies africaines. La France se considérait également comme un garant de la stabilité dans la région et a donc adopté une politique interventionniste en Afrique, ce qui a donné lieu à des interventions militaires qui se sont produites en moyenne une fois par an de 1960 au milieu des années 1990. Enfin, une caractéristique essentielle de la Françafrique était les réseaux personnels qui sous-tendaient les relations informelles et familiales entre les dirigeants français et africains. Ces réseaux manquaient souvent de surveillance et de contrôle, ce qui a conduit à la corruption et au racket de l'État. Après la guerre froide, le régime de la Françafrique s'est affaibli en raison des contraintes budgétaires de la France, d'une surveillance publique accrue dans le pays, de la mort d'acteurs clés de la Françafrique, et de l'intégration de la France dans l'Union européenne. La libéralisation économique, l'endettement élevé et l'instabilité politique des anciennes colonies africaines, ainsi que l'augmentation des échanges commerciaux africains avec d'autres pays, ont conduit la France à adapter lentement ses relations avec les anciennes colonies,.
Depuis 2022, plusieurs anciennes possessions françaises en Afrique ont dénoncé les accords de défense avec la France, entraînant le retrait d'une grande partie des forces armées françaises du continent africain, présentes depuis 1960.

## Définition

### Origine de l'expression
Contrairement à plusieurs récits attribuant la paternité à l'expression « France-Afrique » au président ivoirien Félix Houphouët-Boigny, le terme a en fait été utilisé pour la première fois par le journaliste français Jean Piot dans le journal L'Aurore le 6 juin 1945 d'abord, où « la cohésion du bloc France-Afrique » est présentée comme fondamentale à la puissance française, puis le 15 août 1945 où le journaliste propose la création d'un système comparable au Commonwealth du Royaume-Uni avec ses anciennes colonies, qu'il propose d'appeler « Françafrique ». Le journaliste Thomas Deltombe, qui a révélé cette généalogie dans le livre L'Empire qui ne veut pas mourir : une histoire de la Françafrique, indique aussi la « co-paternité » du député français Jacques Bardoux qui défend d'abord dans l'Événement le 20 novembre 1954 puis à d'autres occasions « la France-Afrique » comme aspect important de la puissance française.
Le néologisme est repris et popularisé dans un sens péjoratif au moment où le groupe pétrolier français Elf Aquitaine élargit « son influence à une grande partie de l'Afrique noire, donnant corps au concept de « Françafrique » », sous la direction de Pierre Guillaumat, PDG de 1966 à 1977, après avoir dirigé dès 1962 l'Union générale des pétroles (UGP) puis l'Entreprise de recherches et d'activités pétrolières (ERAP), fusionnés dans Elf, dont un autre PDG, Loïk Le Floch-Prigent, soulignera qu'elle fut créé de manière à disposer « d'une sorte d'officine de renseignement dans les pays pétroliers, Guillaumat étant un ancien des services secrets ». Françafrique devient alors synonyme de scandales financiers, repérés autour d'Omar Bongo, « doyen » des chefs d'État africains, au pouvoir depuis 1967, dans le petit État pétrolier du Gabon, qui s'étendent ensuite à d'autres pays.
Le terme est utilisé notamment dans le journal Billets d'Afrique et d'ailleurs de l'association Survie dès 1994 ou dans le livre La Françafrique, le plus long scandale de la République de François-Xavier Verschave qui dirige l'association de 1995 à 2005, comme concept d'analyse critique du système mis en place par l'État français pour garder la mainmise sur ses anciennes colonies. Dans cet ouvrage, postérieurement complété par Noir silence : qui arrêtera la Françafrique ? (2000), Verschave décrit un système caractérisé par des pratiques de soutien aux dictatures, de coups d'État et d'assassinats politiques mais aussi de détournements de fonds et de financement illégal de partis politiques, France-Afrique signifiant selon lui « France-à-fric ».
La « Françafrique » décrit ainsi « un système politico-financier opaque et lucratif », selon Alternatives économiques et « la diplomatie de l'ombre entre la France et ses anciennes colonies africaines » mise en place de manière non-officielle, « au lendemain des décolonisations » sous forme de « réseau important », identifié dans quatre affaires emblématiques : l'affaire des diamants de Bokassa, l'affaire Carrefour du développement (subventions détournées), l'affaire Elf (commissions pétrolières) et l'Angolagate (1990, vente d'armes interdite par l'homme d'affaires Pierre Falcone), liste Le Monde.
Le « système de la Françafrique » présente, à des degrés divers selon les pays concernés, les caractéristiques suivantes :
- une politique étrangère française qui ne relève pas du ministère des Affaires étrangères mais de la cellule africaine de l'Élysée, sur un mode discrétionnaire et largement occulte[réf. nécessaire] ;
- une présence très importante de fonctionnaires français ou d'attachés techniques (AT) dans les pays africains concernés [réf. nécessaire] ;
- une ingérence, y compris militaire, dans les affaires intérieures des pays concernés (défense ou renversement d'un gouvernement) [réf. nécessaire] ;
- des liens financiers occultes entre le régime du pays et les partis politiques français. Ces liens financiers concernent la corruption des élites politiques africaines par les classes dirigeantes françaises[réf. nécessaire].

La simple pratique de rétrocommissions pour alimenter la classe politique française n'est pas considérée comme relevant de la « Françafrique » concernant les financements issus des pays du Golfe, ou de Taïwan.
Concernant le Rwanda, l'expression n'apparaît que dans une tribune dans Libération du 7 avril 2016, de Raphaël Glucksmann, stigmatisant le « fiasco moral et géopolitique de la Françafrique » et qualifiant Pierre Péan, alors décédé, du « plus actif des révisionnistes ».
Cette politique, dont Verschave dénonce la constance depuis les indépendances africaines des années 1960, a pour but de défendre les intérêts français sur le plan stratégique (bases militaires notamment) et économique (accès des multinationales françaises aux ressources naturelles et stratégiques : pétrole, uranium, etc.),.

### L'espace «françafricain»
- Afrique francophone. Population de 363 millions en 2013[21]. Population prévue entre 785 millions[22] et 814 millions[21] en 2050[23],[24].

Afrique francophone. Population de 363 millions en 2013. Population prévue entre 785 millions et 814 millions en 2050,.
Pays considérés comme francophones
Pays non francophones mais membres ou Observateurs de l'OIF

Les pays considérés comme appartenant a priori à la « Françafrique » sont les anciennes colonies françaises en Afrique subsaharienne, à savoir :
- En Afrique de l'Ouest : Sénégal, Côte d'Ivoire, Burkina Faso, Togo, Bénin, Niger, Mali, Guinée
- En Afrique centrale : République du Congo, Gabon, Tchad, République centrafricaine, Cameroun
- Dans l'océan Indien et la corne de l'Afrique : Comores, Madagascar, Djibouti

Des pays comme la République démocratique du Congo, le Burundi et le Rwanda sont francophones mais sont d'anciennes colonies belges où l'influence de la France n'est pas prépondérante.
Les pays concernés le sont à des degrés divers. Ainsi, des États considérés par certains comme des dictatures pétrolières, tels que le Gabon ou la République du Congo, apparaissent comme des caricatures de la Françafrique tant les liens paraissent étroits entre leurs dirigeants et les autorités françaises et compte tenu de la place prépondérante qu'occupe TotalEnergies (anciennement Elf) dans l'économie de ces pays. D'autres régimes autoritaires sont également concernés au premier chef comme le Togo, le Burkina Faso, le Cameroun, Djibouti, le Tchad, ou encore la République centrafricaine.
En revanche, certaines anciennes colonies françaises comme la Côte d'Ivoire, le Mali, la Guinée, le Burkina Faso, etc. ont eu dans le passé des périodes de relations difficiles voire conflictuelles avec la France.
En annonçant la fin de la Françafrique, depuis les gouvernements successifs a l'indépendance des anciennes possession française, en Afrique, la France ne fait que prouver que le processus de décolonisation est un processus inachevé.
Les îles Éparses dans l'océan indien, sont partiellement revendiquées par les Comores, Madagascar et Maurice. Les revendications malgaches et mauriciennes sont toutefois nettement postérieures à leur accès à l'indépendance. Toutefois l’accord intervenu en octobre 2024, sur la restitution à l’île Maurice des îles Chagos par la Grande-Bretagne, au coeur de l’océan Indien, abritant notamment la base américaine de Diego Garcia, à relancé le débat à Madagascar.

## Historique

### Présidence de Charles de Gaulle
Après son retour au pouvoir en 1958, le président de la République, Charles de Gaulle, accorde leur indépendance aux anciennes colonies africaines de la France, qui ont, jusqu'en 1960, le statut d'États membres de la Communauté française. L’Algérie, qui a jusqu'en 1962 un statut départemental, constitue un cas à part dans son accès à l'indépendance.
Afin de coordonner les relations particulières entre la France et ses anciennes colonies, de Gaulle charge un de ses proches, Jacques Foccart, des « affaires africaines et malgaches ». Nommé Secrétaire général de l'éphémère Communauté, il dépend du seul Général, et le Quai d'Orsay ainsi que le ministère de la Coopération doivent composer avec lui. Il fournit des enseignants français aux pays qui manquent d'enseignants à la rentrée des classes, et décide de l'affectation des budgets d'aide au développement. L'aide apportée est protéiforme : le premier chef d'État de la Côte d'Ivoire, Félix Houphouët-Boigny, confie la gestion administrative de sa présidence à d'anciens préfets et gouverneurs français, dotés d'une technicité juridique utile au pays. De même, des centaines de professeurs français enseignent dans les collèges et universités ivoiriens, au titre de la coopération ou de l'assistance technique de substitution. En 1989, ce sont 5 000 coopérants qui sont présents dans les systèmes éducatifs de l'Afrique subsaharienne, « soit vingt-cinq fois plus que la Grande-Bretagne, les États-Unis ou l'Union soviétique, cent fois plus que le Maroc ».
Les raisons de la mise en place de ce système de coopération sont multiples. La première est économique : la France garantit des débouchés aux entreprises françaises. Le ministère des Finances du Gabon estime par exemple en 1979 que pour chaque franc dévolu en aide publique au développement, 2,80 francs sont générés au profit du pays. En plus de cela, le système permet de garantir un accès préférentiel aux marchés publics des matières stratégiques du continent (pétrole, uranium, etc.).
Une autre raison est diplomatique et stratégique, car elle vise à maintenir le statut de puissance mondiale acquis par la France après la guerre, grâce à des pays alliés, notamment pour les votes au sein des institutions internationales, mais aussi pour contenir l’expansion « communiste » sur le continent africain ou « résister » à l'influence américaine grandissante en maintenant des bases militaires garantissant les capacités de projection internationale de l’armée française. Jean Foyer, dans une conférence de presse en 1962, justifie ainsi l'aide française de deux manières : « Nous avons une certaine responsabilité devant l'Histoire », mais aussi : « La politique que nous poursuivons est tout de même l'un des moyens de rayonnement qui restent à la France ». Enfin, il permet d'organiser le financement occulte (mais longtemps légal) de partis politiques français par certains régimes africains.
Officiellement, Jacques Foccart occupe le poste de secrétaire général aux affaires africaines de l'Élysée, un poste modeste qui n'a pas l'éclat d'un portefeuille ministériel. Cependant, pour réaliser ce projet, « son pouvoir est si immense qu'il n'existe aucun équivalent dans la République française », notamment grâce à son accès au chef de l’État qu'il voit tous les jours. Il a la main haute sur tout ce qui touche à l'Afrique : les voyages officiels et officieux, les audiences, la nomination et révocation des ambassadeurs et enfin la supervision de l'action en Afrique du service de renseignement extérieur, le SDECE. Il reste à ce poste de 1960 à 1974.
En février 1964, la France intervient au Gabon pour libérer le président Léon Mba, victime d'un putsch militaire. En août 1968, plusieurs milliers de soldats matent une rébellion visant à faire chuter le président François Tombalbaye.

### Présidence de Georges Pompidou
L'aide financière aux anciennes colonies reste importante sous Georges Pompidou. Toutefois, le temps passant, l'aide chute. L'apport net de l'aide publique au développement de la France représentait 1,38 % du PIB des anciennes colonies en 1960, mais chute progressivement à 0,67 % en 1969. Les coopérations sont toujours de 10 000 environ lorsque Pompidou accède à la présidence, soit autant qu'en 1960.

### Présidence de Valéry Giscard d'Estaing
Le 20 septembre 1979, l'opération Barracuda profite de ce que Jean-Bedel Bokassa est en voyage en Libye pour renverser le pouvoir et instaurer à la place David Dacko, avec la création d'une république qui remplace l'Empire. Entre janvier et avril de la même année, Bokassa avait fait massacrer des enfants dans des prisons pour leur participation à une manifestation contre le pouvoir. Aussi, la France était inquiète du rapprochement entre Bokassa et la Libye.
Sous Valéry Giscard d'Estaing, la France apporte un soutien direct ou indirect aux régimes considérés comme modérés et favorables à la France, face à des menaces internes ou externes.

### Présidence de François Mitterrand
La défense des intérêts français en Afrique, et notamment dans son fameux « pré-carré », a été portée par tous les présidents successifs comme un impératif, François Mitterrand inclus, et s’est maintenue, sous différentes formes et malgré quelques évolutions, jusqu'à la présidence de Nicolas Sarkozy.
La présidence de François Mitterrand est marquée par une évolution de la doctrine françafricaine française. Le président Mitterrand annonce changer sa politique diplomatique en subordonnant l'aide publique à la démocratisation des pays africains. En mars 1993, 17 pays francophones ont adopté une Constitution, entériné le multipartisme et procédé à des élections démocratiques. Ainsi, lorsque le général André Kolingba arrive au pouvoir en Centrafrique après un coup d’État en 1983, la France le contraint à organiser des élections libres, qui permettent l'arrivée au pouvoir d'Ange-Félix Patassé.
Durant la première cohabitation, Foccart est rappelé par le Premier ministre Jacques Chirac. En 1990, à la chute des régimes communistes en Europe, François Mitterrand prononce le discours de La Baule. Alors que les relations de l'Afrique avec le bloc de l'Ouest étaient fondées, dans le contexte de guerre froide, sur la préservation des régimes anti-communistes et la sécurisation des approvisionnements, en général sans réelle considération pour le respect des droits humains et de la démocratie par ces derniers, le discours de La Baule invite les pays d'Afrique à lancer un processus de démocratisation sous peine, dans le cas contraire, d'être privés du soutien du Nord.

### Présidence de Jacques Chirac
En 1988, Jacques Chirac se présente à l'élection présidentielle de 1988 face a François Mitterrand à l’élection. Il demande à Robert Bourgi, avocat franco-libanais, de « réclamer des don » au président du Gabon. Jacques Chirac nomme  Foccart comme conseiller pour l'Afrique, après son élection à l'élection présidentielle française de 1995.

### Présidence de Nicolas Sarkozy
Depuis la fin de la guerre froide d’une part, et la réglementation du financement des partis politiques en France d’autre part, les deux dernières dimensions de la Françafrique se sont progressivement effacées au profit de la première, la justification économique, qui reste une préoccupation majeure pour la France et ses multinationales (Total, Areva, Bouygues, Bolloré, etc.).

### Présidence de François Hollande
Sous la présidence de François Hollande, les autorités françaises se tiennent à distance des présidents congolais (RDC) Joseph Kabila, congolais Denis Sassou Nguesso et tchadien Idriss Déby, au pouvoir depuis plusieurs décennies ou réélus dans des conditions discutables. Elle s'en rapproche cependant un peu plus tard, notamment du fait de leur soutien à la guerre du Mali (commencée en 2012) et à l'opération Sangaris (2013-2016) en Centrafrique.

### Présidence d'Emmanuel Macron
Le 2 mars 2023 au Gabon, Emmanuel Macron déclare que l'ère de la « Françafrique » était « révolue » et que la France était désormais un « interlocuteur neutre » sur le continent,.
Le 6 juin 2023, la ministre des Affaires étrangères française Catherine Colonna affirme, lors de la présentation devant le Sénat de la politique étrangère du pays en Afrique, que « la France veut rester un partenaire pertinent en Afrique malgré les discours anti-français ».
Le 8 novembre 2023, a été présenté à l'Assemblée nationale par Michèle Tabarot et le député du MoDem Bruno Fuchs, un rapport d'information parlementaire sur les relations entre la France et l'Afrique de langue française. Le rapport comporte 175 pages issues de plusieurs dizaines d'audition, parmi lesquelles celles de l'ancien président François Hollande, ainsi que de l'ancien président du Niger Mohamed Bazoum. Le rapport parlementaire appelle donc à plus de cohérence et de respect, ils proposent ainsi de créer un visa spécifique pour les pays d'Afrique de langue française, de rebâtir un corps diplomatique plus vigoureux et plus ouvert aux Français d'origine africaine ou maghrébine ; transformer l'Agence Française de Développement en France Partenariat, ou encore remettre la politique africaine de la France au cœur du débat parlementaire. Autres recommandations, enseigner « l’Afrique d’aujourd’hui » dans les écoles françaises, et développer les études africaines dans les grandes écoles du pays, voire créer un Institut des hautes études sur l’Afrique.
Le 31 janvier 2025, un rapport adopté par la commission de la défense et des forces armées, fait le constat de l’échec de la tentative de rénovation des relations entre la France, et les pays Africains, initié par Emmanuel Macron à partir de 2017, lors de son premier mandat, et une dégradation de l'image de la France en Afrique.
En avril 2025, la délégation parlementaire au renseignement, publie un rapport sur les services secrets français en Afrique. la délégation exprime sa préoccupation sur l'occurrence répétée de renversements de régimes non anticipés, révélant une faille dans le renseignement français.
En juin 2025, selon le président français Emmanuel Macron, « La solution proposée par la Russie, directement ou par l'intermédiaire de Wagner, est le néocolonialisme. Elle vous assure une position de leader. Ensuite, elle vous confisque vos mines, votre système d'information et met le pays sous séquestre. Ce n'est pas de l'aide au développement ».

#### Retrait de la France au Sahel et en Afrique de l'Ouest
- Si vous ne connaissez pas le sujet, laissez ce bandeau (vous pouvez alors contacter les auteurs).
- Si vous supprimez le contenu mis en cause (vous pouvez préalablement contacter les auteurs),

argumentez précisément cette suppression dans la page de discussion
(un manque de référence n'est pas un argument ; une recherche réelle de référence doit avoir été effectuée, être formellement documentée).
On a longtemps cru que le soutien des militaires français assurait la sécurité au Sahel, et que l'alliance avec la France était mutuellement avantageuse. Cependant, au fil des ans, les Africains deviennent de plus en plus critiques sur l'inaction des troupes françaises pour éviter de nouvelles victimes et attaques du côté des islamistes[réf. nécessaire]. Nombreux sont ceux qui s'opposent à l'armée française en Afrique de l'Ouest, ou au Sahel, ainsi qu'à sa présence à long terme sur cette partie du continent africain. Aujourd'hui ces pays choisissent un développement indépendent et recherchent de nouveaux partenaires. C'est notamment le cas du Mali, Niger, Burkina Faso et Sénégal.
Le Mali a connu deux coups d'Ėtat en 2020 et 2021. Ces coups militaires ainsi que la critique sévère de Paris envers le nouveau gouvernement à la fin de l'année 2021 ont eu un impact très négatif sur les relations entre les deux pays. Au mois de janvier, le gouvernement militaire a expulsé l'ambassadeur français et a exigé le retrait immédiat du contingent français des territoires du pays. Le 15 août 2022, l'Élysée annonce que le processus de retrait du Mali des troupes françaises est terminé.
En 2022 le Burkina Faso a connu deux coups d'Ėtat — le 24 janvier et le 30 septembre — à la suite desquels c'était Ibrahim Traoré qui a pris le poste de dirigeant du pays. Une fois arrivé au pouvoir, le nouveau gouvernement a renversé le régime pro-français et a ordonné à l'armée de Paris de quitter le Burkina Faso.
Le 26 juillet 2023, le Niger a connu un coup militaire après lequel le nouveau gouvernement a annoncé la dénonciation des accords militaires avec la France et a exigé le retrait des troupes françaises du pays. L'ambassadeur français est déclaré persona non grata et quitte le Niger le 27 septembre. À la fin d'octobre, le contingent français commence à quitter le pays et termine son retrait avant le 22 décembre 2023.
Le Sénégal, considéré par Macron comme acteur clé du blocus des pays sans littoral (le Mali, le Niger et le Burkina Faso), est longtemps resté l'allié principal de la France au Sahel. Cependant, le 24 mars 2024, le candidat de l'opposition, Bassirou Diomaye Faye, arrive au pouvoir et promet de changer radicalement la politique étrangère de Dakar, autrefois pro-français. Défenseur du panafricanisme, Faye préconise fortement la promotion des intérêts nationaux et entend développer la coopération pas seulement avec la France mais aussi avec d'autres partenaires, en particulier avec ceux africains.
Le 28 novembre 2024, le Tchad met fin à l'accord de coopération de défense et sécurité qui le liait à la France depuis l'indépendance. Le 10 décembre, la France commence le processus de retrait de son armée au Tchad. Le 10 janvier 2025, la base militaire d'Abéché est rétrocédée au Tchad, par la France. Le 30 janvier, l’armée française rétrocéde sa dernière base militaire à l’armée tchadienne, mettant fin à une présence française au Tchad.
Le 31 décembre 2024, le Sénégal et la Côte d’Ivoire ont annoncé qu’ils mettraient fin à la présence de forces étrangères dans leur pays, notamment françaises, et mettraient fin à leurs accords de coopération militaire et de défense-sécurité avec la France. Le 7 mars 2025, La France restitue plusieurs installations utilisées par l’armée française au Sénégal, les premières transférées dans le cadre, de son retrait militaire du Sénégal, où elle était présente depuis 1960.
Le 20 février 2025, la France rétrocède le camp militaire de Port-Bouët à la Côte d'Ivoire, quelle occupait depuis plus de 50 ans.
Le 1er juillet 2025, l'Ambassade de France au Sénégal annonce que la France rétrocède la station d'émission interarmées de Rufisque qui était chargée, depuis 1960, « des communications sur la façade atlantique sud ». Cette rétrocession, qui s’est faite par une signature, est la quatrième remise,. La rétrocession des dernières infrastructures militaires françaises au Sénégal, l'aéroport et le camp Geille situés à Ouakam ainsi que quatre villas situées à Plateau, est organisé le 17 juillet 2025 lors d’une cérémonie militaire,.
Après le retrait militaire français d'Afrique, des sociétés militaires privées ont rapidement proposé leurs services aux États souhaitant externaliser un large spectre de missions allant du soutien logistique, la sécurisation d'emprises, la formation, et la protection de personnalités.

## Acteurs de la Françafrique

### La cellule africaine de l'Élysée
La politique diplomatique française est partagée entre deux centres de décisions : la cellule diplomatique de l'Élysée, et le ministère des Affaires étrangères. La cellule diplomatique de l’Élysée a longtemps disposé d'un pôle africain, appelée cellule africaine, qui fait office de « pré carré » de la présidence. Fondée par Jacques Foccart, conseiller aux affaires africaines de Charles de Gaulle, elle continue d'être dirigée par lui jusqu'à la fin de la présidence de Georges Pompidou. Par la suite, la cellule est maintenue par Valéry Giscard d'Estaing et François Mitterrand, bien qu'elle perde en importance sous la présidence de ce dernier. Trois conseillers Afrique se succèdent sous les deux septennats : entre 1981 et 1986, il s'agit de Guy Penne ; entre 1988 et 1992, de Jean-Christophe Mitterrand, ancien journaliste de l'AFP en Afrique.
La cellule est supprimée par Nicolas Sarkozy, qui la remplace par un conseiller diplomatique Afrique sous l'autorité du conseiller diplomatique. Sous son mandat, le principal inspirateur de la politique africaine de la France est le secrétaire général de la présidence, Claude Guéant, un proche du président ; selon Samuël Foutoyet, la Françafrique perdure alors sous une « forme décomplexée ».
Sous François Hollande, arrivé à la présidence de la République en 2012, une cellule africaine de l'Élysée puissante ne sera jamais reconstituée.

### Les services de renseignement
Le SDECE, ancêtre de la DGSE, jouait un rôle important dans la Françafrique. Le rôle de premier plan était tenu par le chef du secteur Afrique, Maurice Robert, qui participait à l'organisation de coups de force français. Il encadre notamment plusieurs interventions du mercenaire Bob Denard, avant d'être écarté du service en 1973. En 1979, il est nommé, à la demande du président gabonais Omar Bongo, qu'il a contribué à installer au pouvoir, ambassadeur de France au Gabon. Il est remercié à l'arrivée au pouvoir de François Mitterrand en 1982.

### Les intermédiaires officieux
Autour des représentations diplomatiques officielles de la France en Afrique, gravitent des acteurs qui se caractérisent par leur réseau de connaissances personnelles où se côtoient dirigeants politiques, hommes d'affaires, officiers de renseignement, militaires, mercenaires et membres des loges maçonniques,,.
Parmi les intermédiaires officieux les plus actifs de la Françafrique pendant le mandat de Nicolas Sarkozy, on peut citer l'avocat franco-libanais Robert Bourgi, proche de la famille Bongo et de nombreux autres chefs d'État africains et conseiller officieux de Nicolas Sarkozy. De son propre aveu, il aurait joué le rôle d'intermédiaire dans l'éviction du secrétaire d'État à la Coopération Jean-Marie Bockel, dont la volonté affichée de rupture avec la Françafrique avait déplu à un certain nombre de dictateurs historiques du continent,. Il a également reconnu à demi-mot avoir obtenu le soutien de la France pour l'élection d'Ali Bongo, fils de l'ancien président Omar Bongo, à la tête du Gabon en 2009, permettant ainsi la continuation d'un véritable règne dynastique qui dure depuis plus de quarante ans dans ce pays. Le député François Loncle joue un rôle auprès de Laurent Gbagbo, président de la Côte d'Ivoire, qu'il a soutenu pendant plusieurs années, malgré les soupçons de corruption. Les liens entre Laurent Gbagbo et François Loncle, notamment lorsqu'il est président de la commission des Affaires étrangères de l'Assemblée nationale, permettent d'occulter une partie de ces pratiques de corruption. On peut également citer un ami proche de Nicolas Sarkozy, connu notamment pour son action d'émissaire officieux en Afrique, le député-maire de Levallois-Perret, Patrick Balkany.

### La coopération militaire

Les accords militaires français : OTAN en bleu, autres (incluant des pays africains) en olive.

Des accords de défense, signés au moment des indépendances, donnaient le cadre de la coopération militaire entre la France et divers pays africains. Ces mêmes accords empiétaient parfois sur le terrain économique, et pouvaient être complétés par des accords spéciaux, tenus secrets.
Par exemple, l'Accord de Défense entre les Gouvernements de la République française, de la République de Côte d'Ivoire, de la République du Dahomey et de la République du Niger du 24 avril 1961, établit l'installation de forces militaires françaises dans ces trois pays, leurs facilités de circulation et d'utilisation des infrastructures et évoque des « Accords spéciaux » aux termes desquels ces trois pays peuvent demander l'aide de la France en matière de défense. La deuxième annexe de cet accord de Défense, concernant les « matières premières et produits stratégiques » (hydrocarbures, uranium, lithium…), stipule que ces mêmes pays, « pour les besoins de la Défense, réservent par priorité leur vente à la République française après satisfaction des besoins de leur consommation intérieure, et s'approvisionnent par priorité auprès d'elle » et « lorsque les intérêts de la Défense l'exigent, elles limitent ou interdisent leur exportation à destination d'autres pays ».
La présidence de Nicolas Sarkozy est marquée par un retrait relatif des forces militaires françaises sur le continent. En effet, en 2008, le président Nicolas Sarkozy décide de fermer les bases françaises situées en Afrique. Le 43e BIMa, stationné à Port-Bouët, Abidjan est dissous en 2009, la base aérienne 160 Dakar-Ouakam est fermée en 2011, Les Forces françaises du Cap-Vert (FFCV) sont dissoutes et les Éléments français au Sénégal sont créés. Il reste alors deux bases militaires françaises dans des pays africains (forces prépositionnées) situées à Djibouti et Libreville en plus de celles situées sur les territoires français de Mayotte et de La Réunion. Néanmoins, la présence militaire française reste importante au Tchad (opération Épervier) et en Côte d'Ivoire (opération Licorne). La France apporte également un soutien à la FOMUC en Centrafrique (opération Boali) et maintient un contingent de deux cents soldats à Bangui. La fermeture des bases ne modifie donc pas l'effectif et le coût des forces présentes en Afrique.
En 2011, Nicolas Sarkozy engage la France dans l'intervention militaire en Libye avec l'opération Harmattan. Même s'il affirme la volonté d'« africaniser » les règlements des conflits internes au continent, son successeur, le président François Hollande s'implique à deux reprises dans des conflits africains, en janvier 2013 lors de la guerre du Mali (opération Serval) et en décembre 2013 dans la troisième guerre civile de Centrafrique (opération Sangaris). L'opération Barkhane, menée au Sahel par l'armée française est lancée le 1er août 2014, et prend la suite des opérations Serval et Épervier. Les accords militaires avec les pays africains sont revus et réformés sous François Hollande.
En septembre 2014, le dispositif militaire au Gabon est allégé et les Éléments français au Gabon sont créés.
À la suite de l'évolution du contexte sécuritaire en Côte d'Ivoire, les accords de défense sont rénovés en 2012. Ils sont adoptés après vote de l'Assemblée nationale ivoirienne en 2014 : la force Licorne est remplacée le 1er janvier 2015 par les forces françaises en Côte d'Ivoire (FFCI).
Au 1er janvier 2017, la présence militaire française reste donc importante et elle est composée des forces françaises à Djibouti (2 000 hommes), des forces françaises en Côte d'Ivoire (450 hommes), des Éléments français au Gabon (900 hommes) et des Éléments français au Sénégal (300 hommes).

### Aspects économiques
Le commerce international joue un rôle majeur dans les relations entre la France et les pays africains. Les années 2000 et 2010 se caractérisent toutefois par une réduction des parts de marché de la France dans les pays d'Afrique subsaharienne, passant de 10,1 % à 4,7 %, tandis que la Chine augmentait sa part de 2 % en 1990 à 16 % en 2011. En valeur absolue, les exportations françaises augmentent, passant de 6,3 milliards de dollars en 1990, à 7,7 milliards en 2000 et à 17,5 milliards en 2011. En 2019, les exportations de biens de la France en provenance d'Afrique pesaient 25,9 milliards d'euros, et les importations 26,2 milliards d'euros, causant ainsi un léger déficit commercial du côté français. Le commerce extérieur français en Afrique subsaharienne représente en 2018, 2,6 % du commerce extérieur français total, celui de la zone Franc CFA (souvent vue comme l'épicentre de la Françafrique, eu égard au fait que la majorité des membres de la zone soient des anciennes colonies françaises) représente quant à lui environ 0,6 % du commerce extérieur total,.
L'objectif du président François Hollande est de doubler les échanges entre la France et les pays africains et il mise sur le rapport sénatorial d'Hubert Védrine, ancien ministre des Affaires Étrangères, pour rétablir le poids économique de la France en Afrique,.

### AfricaFrance
Le 6 février 2015, la France lance l'initiative « AfricaFrance », sous la forme d'une fondation dirigée par Lionel Zinsou et soutenue par le Quai d'Orsay et le Medef International pour perpétuer les relations économiques entre la France et l'Afrique.

### Multinationales
Les multinationales françaises opèrent dans un grand nombre de pays du monde, dont dans des pays africains. Dans les années 1990, le groupe Bolloré profite des privatisations imposées aux pays africains par les institutions financières internationales pour s'étendre sur le continent. Il obtient ainsi, en 1995, la Société internationale de transport africain par rail (Sitarail), et en 1999 la Camrail, compagnie ferroviaire du Cameroun. En cinq ans, le groupe obtient la gestion de plusieurs terminaux à conteneurs mis en concession : Douala (Cameroun), Abidjan (Côte d’Ivoire), Cotonou (Bénin), Tema (Ghana), Tincan (Nigeria) et Pointe-Noire (Congo).
Le directeur général du groupe, Gilles Alix, indique en 2008 au sujet des relations entre le groupe et les dirigeants africains que « Les ministres, on les connaît tous là-bas. Ce sont des amis. Alors, de temps en temps — je vais être clair —, on leur donne, quand ils ne sont plus ministres, la possibilité de devenir administrateurs d’une de nos filiales. C’est pour leur sauver la face. Et puis on sait qu’un jour, ils peuvent redevenir ministres.
Des entreprises associées au groupe Bolloré ont été mises en cause par l'ONU pour leur « exploitation illégale » de ressources naturelles, dont en particulier le colombo-tantalite, dans certaines régions d'Afrique, dont le commerce nourrit le trafic d’armes. Dans un rapport d'avril 2001, l'ONU indique que SDV, filiale à 100 % du groupe Bolloré, figure « parmi les principaux maillons de ce réseau d’exploitation et de poursuite de la guerre. Des milliers de tonnes de colombo-tantalite ont ainsi été chargées à partir de Kigali ou ont transité par le port de mer de Dar es-Salaam ». Un rapport de 2002 place SDV sur la liste des entreprises qui « violent les principes directeurs de l’Organisation de coopération et de développement économiques [OCDE] à l’intention des entreprises multinationales ».

### Le franc CFA et le franc comorien
Le franc CFA était une monnaie utilisée par plusieurs pays africains, dont la conversion en euros était garantie par le Trésor public public français. La monnaie cristallise les critiques liées à la relation entre la France et l'Afrique, de telle sorte que le 21 décembre 2019, Emmanuel Macron et Alassane Ouattara annoncent à Abidjan l'hypothèse de la disparition de cette monnaie. Le président français déclare « J’ai entendu les critiques, je vois votre jeunesse qui nous reproche de continuer une relation qu’elle juge postcoloniale. Donc, rompons les amarres » ; le chef d'État ivoirien précise que cette décision « historique » a été « prise en toute souveraineté. Elle prend en compte notre volonté de construire notre futur de manière responsable ».
Ces changements négociés depuis plusieurs mois concernent donc le Bénin, le Burkina Faso, la Côte d'Ivoire, la Guinée-Bissau, le Mali, le Niger, le Sénégal et le Togo mais pas, pour l'instant, les six autres pays d'Afrique centrale que sont le Cameroun, le Tchad, la Guinée équatoriale, le Gabon, la République du Congo et la République centrafricaine, utilisant aussi le franc CFA mais formant une zone monétaire distincte, ni les Comores utilisant le franc comorien. Toutefois, une discussion sur la réforme aussi du franc CFA en Afrique centrale reste ouverte. Pour le journaliste Antoine Glaser, la fin du franc CFA en Afrique de l'Ouest constitue « le dernier cordon ombilical de ce que l'on appelle la Françafrique ».

## Principales affaires politico-financières liées à la Françafrique

### Affaire Elf
L'entreprise d'extraction et de distribution pétrolière Elf-Aquitaine est impliquée dans de nombreuses affaires médiatiques comme l'affaire des avions renifleurs au début des années 1980. Ce que l'on nomme l'« affaire Elf » est une vaste et longue affaire politico-financière qui éclate en 1994, à la suite d'une enquête de la commission des opérations boursières (aujourd'hui AMF) sur le financement de l'entreprise textile Bidermann par Elf entre 1989 et 1993. L'instruction de la juge Eva Joly va rapidement mettre au jour un impressionnant réseau de corruption, mettant en cause des personnalités politiques et des grands patrons. L'entreprise, basée en France, est devenue au fil des fusions un géant du pétrole et aurait bénéficié de la bienveillance de l'exécutif français qui considère l'approvisionnement en pétrole comme un domaine stratégique.

### Affaire Sarkozy-Kadhafi
Affaire internationale où Nicolas Sarkozy, alors ministre de l'Intérieur français aurait été corrompu par le dirigeant libyen Mouammar Kadhafi participant au financement de sa campagne pour l'élection présidentielle française de 2007.

### Affaire des biens mal acquis
Les « biens mal acquis » concernent des activités délictuelles ou criminelles qui ont permis à des dirigeants africains un enrichissement que leurs revenus ne peuvent justifier. Ils sont le résultat de détournements de fonds, de vols ou de transferts illicites d’argent public entre les comptes nationaux et les comptes personnels des intéressés, de la corruption et de l’octroi de rétrocommissions. Les auteurs des infractions utilisent souvent les mécanismes d’évaporation des capitaux, garante d’impunité, grâce notamment aux paradis fiscaux et judiciaires et à la complicité de pays développés.
Une étude du Comité catholique contre la faim et pour le développement (CCFD), publiée en mars 2007, évalue entre 100 et 180 milliards de dollars les avoirs détournés par des dirigeants au cours des dernières décennies. Ainsi Mobutu, dirigeant du Zaïre de 1965 à 1997, avait une fortune personnelle estimée à sa mort en 1997 entre 5 et 6 milliards de dollars, et a laissé à l’État une dette publique de 13 milliards.
En France, après les mobilisations des associations Survie et Sherpa, soutenues par des organisations de la société civile congolaise et gabonaise, une plainte est déposée en décembre 2008 par l’ONG Transparency International. Elle vise les conditions d’acquisition d’un important patrimoine immobilier et mobilier en France par trois chefs d’État africains, Denis Sassou Nguesso du Congo, Teodoro Obiang de Guinée équatoriale et le défunt chef d’État gabonais Omar Bongo, ainsi que par certains de leurs proches. D’après l’ONG, le patrimoine immobilier des trois chefs d’État en France s’élève à 160 millions d’euros. Le clan Bongo possèderait, à lui seul, une trentaine de luxueux appartements ou maisons.
Cette plainte est jugée irrecevable par la chambre d’instruction de la Cour d'appel de Paris, bloquant par là l’enquête voulue par la doyenne des juges du pôle financier de Paris, Françoise Desset, estimant que le plaignant n’avait juridiquement pas d’intérêt à agir. Pour Transparency International, « il n’y a aucun doute sur le fait que ce patrimoine n’a pu être constitué grâce aux seuls salaires et émoluments de ces chefs d’État au sujet desquels il existe de sérieuses présomptions de détournements de fonds publics ».

## Rivalités étrangères

### Les États-Unis
La tournée africaine du président des États-Unis Bill Clinton en 1998 marque la volonté de la première puissance mondiale de prendre le relais de la France, gendarme régional du continent africain pendant la guerre froide.
Au début des années 2000, des câbles diplomatiques révélés par WikiLeaks, confirment que les États-Unis projettent d'étendre leur influence en Afrique, en prenant en quelque sorte la place privilégiée que la France avait avec ses anciennes colonies, si jamais celle-ci devait se retirer. Les États-Unis veulent cependant conserver une forme de coopération avec la France en Afrique, sur le sujet du terrorisme notamment.

### La Chine
La forte croissance économique de la Chine la conduit à chercher à sécuriser ses approvisionnements en matières premières. La politique chinoise, qui jusqu'à présent était celle d'une aide ciblée sur les « pays frères » dans le cadre du tiers-mondisme, devient celle de partenariats économiques profonds et d'aide au développement importante. La Chine est, en 2011, le troisième plus grand partenaire économique du continent, après les États-Unis et la France.
L'aide chinoise au développement a également une particularité. La Chine ne débloque pas de crédits pour la construction d'un bâtiment mais le bâtit elle-même. Elle fait venir la main-d'œuvre et le matériel de Chine et ses projets ne contribuent donc pas au développement local pendant leur phase de construction par l'apport de devises.
En 2013, les échanges commerciaux sino-africains ont pour la première fois dépassé les 200 milliards de dollars, confortant la Chine en tant que premier partenaire commercial de l'Afrique, une position qu'elle tient depuis 2009 au détriment des États-Unis et de l'Europe ; les investissements directs de la Chine en Afrique ont quant à eux augmenté de 44 % en 2013 ; la Chine cherche ainsi à maîtriser ses approvisionnements en matières premières.
Au cours du début des années 2020, le Mali, le Burkina Faso, le Niger et le Gabon, ayant tous des coups d'états respectivement en mai 2021, septembre 2022, juillet 2023 et août 2023, se tournent tous vers la Chine au détriment de la France, causant ainsi la retraite des troupes françaises de ces pays.[réf. nécessaire]

## Critiques et limites

### Réductionnisme
L'anthropologue Jean-Pierre Dozon conteste l'expression « Françafrique » car elle réduit selon lui la relation entre la France et ses anciennes colonies africaines à « une sorte d'arrière-cour dans laquelle, certes, n'auraient cessé de tremper quantité de personnages de la Ve République, et [...] qui peut très certainement témoigner de la longue politique néo-coloniale de la France en Afrique, mais qui en étant précisément présentée ainsi, avec ses réseaux et ses hommes d'influence, ne permet pas véritablement de comprendre la place centrale qu'a occupée l'Afrique noire dans le fonctionnement de l'État français contemporain, spécialement depuis l'avènement de la Ve République. »

### Manque de singularité de la relation France - Afrique
L'historien Grégor Mathias considère que le concept de Françafrique a pour principal inconvénient de rendre singulière la relation entre l'Afrique et la France, quand les mêmes méthodes sont utilisées par les Anglo-saxons ou les Chinois pour s'implanter en Afrique. Laurent Gbagbo écrit ainsi que les relations entre la France et l'Afrique sont proches de celles entretenues entre les États-Unis et l'Afrique ; il crée le terme d'« Atlantafrique ».